# 브라흐만

옴은 궁극적 실재인 브라흐만의 본질을 의미한다.

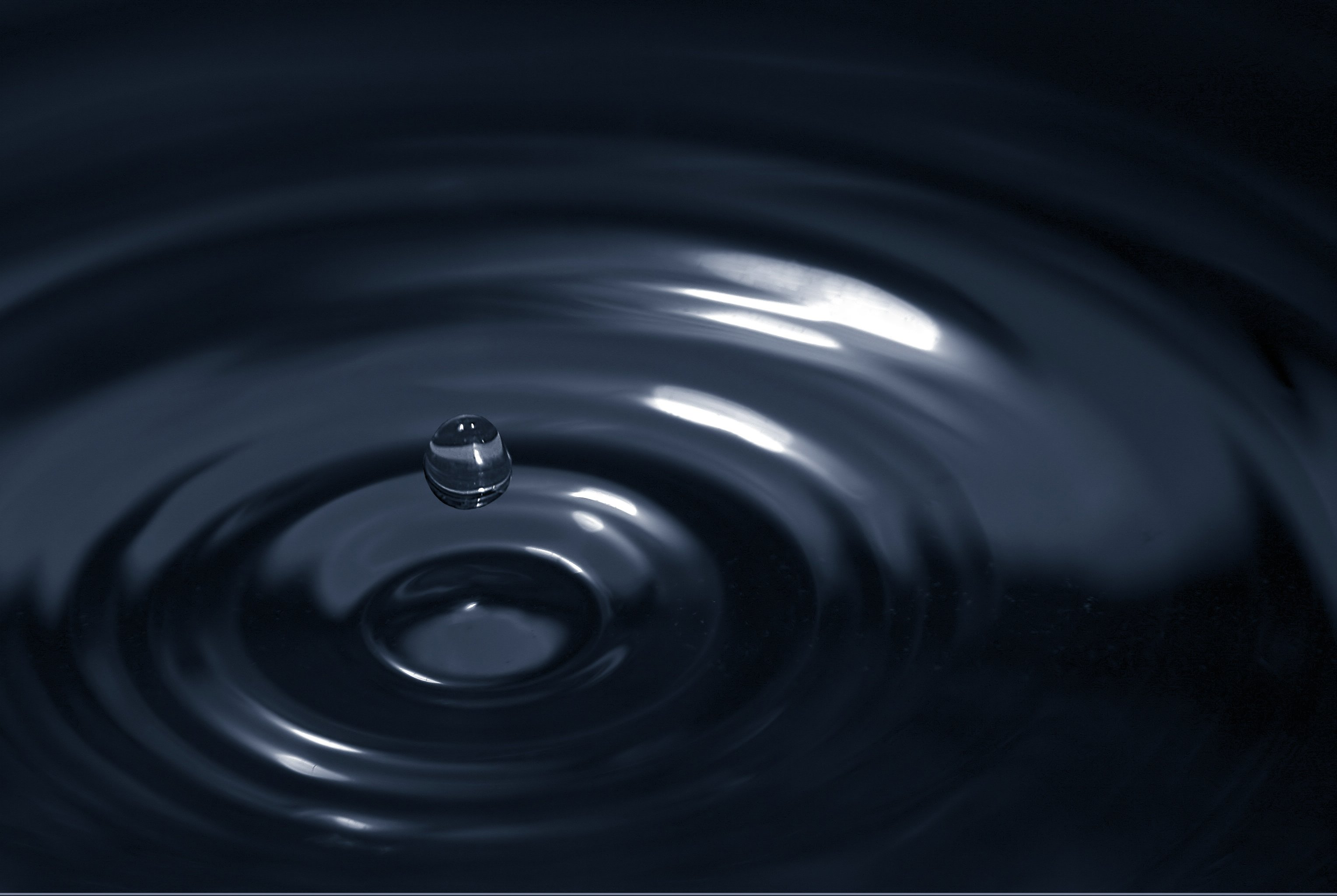
대양의 물방울: 아트만이 브라흐만으로 합쳐지는 비유.

브라흐만(산스크리트어: ब्रह्मन्; IAST: Brahman)은 힌두교에서 우주의 궁극적 실재인 최고 보편 원리를 의미한다. 베다의 우파니샤드에서 브라흐만은 존재와 비존재의 이원성을 초월하는 근본적인 실재를 구성한다. 그것은 시간, 공간, 자연법이 출현하는 절대적인 근거 역할을 한다. 그것은 모든 경계와 제약을 넘어 존재하는 불변하고 영원한 원리를 나타낸다. 모든 한계를 초월하기 때문에 브라흐만은 궁극적으로 언어를 통한 완전한 설명이나 분류를 거부한다.
힌두 철학의 주요 학파에서, 브라흐만은 존재하는 모든 것의 비물질적이고 효율적이며 형식적이고 최종적인 원인이다. 그것은 변하지 않으면서도 모든 변화의 원인인 편재하고 무한하며 영원한 진리, 의식, 지복이다. 형이상학적 개념으로서의 브라흐만은 존재하는 모든 것의 다양성 뒤에 있는 단일한 구속 통일을 가리킨다.
브라흐만은 베다 산스크리트어 단어로, 파울 도이센은 힌두교에서 그것을 "전 세계에 실현된 창조적 원리"로 개념화한다고 말한다. 브라흐만은 베다에서 발견되는 핵심 개념이며, 초기 우파니샤드에서 광범위하게 논의된다. 베다에서는 브라흐만을 우주의 원리로 개념화한다. 우파니샤드에서는 사트-치트-아난다 (진리-의식-지복)로 다양하게 묘사되었으며 불변하고 영구적인 최고 실재로 묘사된다.
브라흐만은 아트만(산스크리트어: आत्मन्, '자아')의 개념과 함께 힌두교 문헌에서 논의된다. 철학 학파에 따라 인격신, 비인격신, 또는 파라브라흐만, 또는 이러한 속성들의 다양한 조합으로 나타난다. 이원론적인 힌두교 학파(예: 드바이타 베단타)에서는 브라흐만이 각 존재의 아트만(자아)과 다르다. 비이원론 학파(예: 불이일원론)에서는 브라흐만의 본질이 아트만의 본질과 동일하며, 모든 곳과 모든 생명체 안에 존재하며, 모든 존재에는 영적으로 연결된 통일성이 있다.

## 어원 및 관련 용어
산스크리트어 (ब्रह्मन्) 브라흐만은 (n-어간, 주격 bráhma, 어근 bṛh- "부어오르다, 팽창하다, 자라다, 확대하다"에서 유래) 남성형 [[[브라흐만|brahmán]]] 오류: {{전자}}: transliteration text not Latin script (pos 3: 브) (도움말)—브라흐만과 관련된 사람을 나타냄—및 힌두 삼위일체인 트리무르티의 창조신 브라흐마와 구별되는 중성 명사이다. 따라서 브라흐만은 신의 남성적 또는 여성적 개념보다 더 비인격적인 의미를 내포하는 성 중립적인 개념이다. 브라흐만은 지고한 자아로 불린다. 풀리간들라는 브라흐만을 "세상 속에서 그리고 세상을 넘어선 불변의 실재"라고 말하며, 시나리는 브라흐만이 "정확히 정의할 수 없는" 개념이라고 말한다.
베다 산스크리트어에서:
- 브라흐마(Brahma, ब्रह्म) (주격 단수), 브라흐만(brahman, ब्रह्मन्) (어간) (중성[25] 성)은 어근 bṛh-에서 유래하며, "굳건하고, 강하고, 견고하게 되거나 만들다, 팽창시키다, 촉진하다"를 의미한다.[26]
- 브라흐마나(Brahmana, ब्रह्मन) (주격 단수, 복수 없음)는 어간 brha (굳건하고, 강하게 만들다, 팽창시키다) + 산스크리트어 -man-에서 유래하며, "확고한 힘, 내재하는 견고함, 지지하거나 근본적인 원리"의 어떤 명확한 형태를 나타낸다.[26]

후기 산스크리트어 용법에서:
- 브라흐마(Brahma, ब्रह्म) (주격 단수), 브라흐만(brahman, ब्रह्मन्) (어간) (중성[25] 성)은 힌두교에서 초월적이고 내재적인 궁극적 실재, 지고한 우주 정신의 개념을 의미한다. 이 개념은 힌두 철학, 특히 베단타의 중심이며, 아래에서 논의된다.
- 브라흐마(Brahmā, ब्रह्मा) (주격 단수), 브라흐만(Brahman, ब्रह्मन्) (어간) (남성 성)은 데바 프라자파티 브라흐마 신을 의미한다. 그는 힌두 삼위일체의 일원이며 창조와 관련이 있지만, 오늘날 인도에는 그의 숭배가 없다. 이는 창조신 브라흐마가 수명은 길지만 영원하지 않기 때문이다. 즉, 브라흐마는 한 시대의 끝에 푸루샤로 다시 흡수되고, 새로운 칼파의 시작에 다시 태어난다.

다음과는 구별된다.

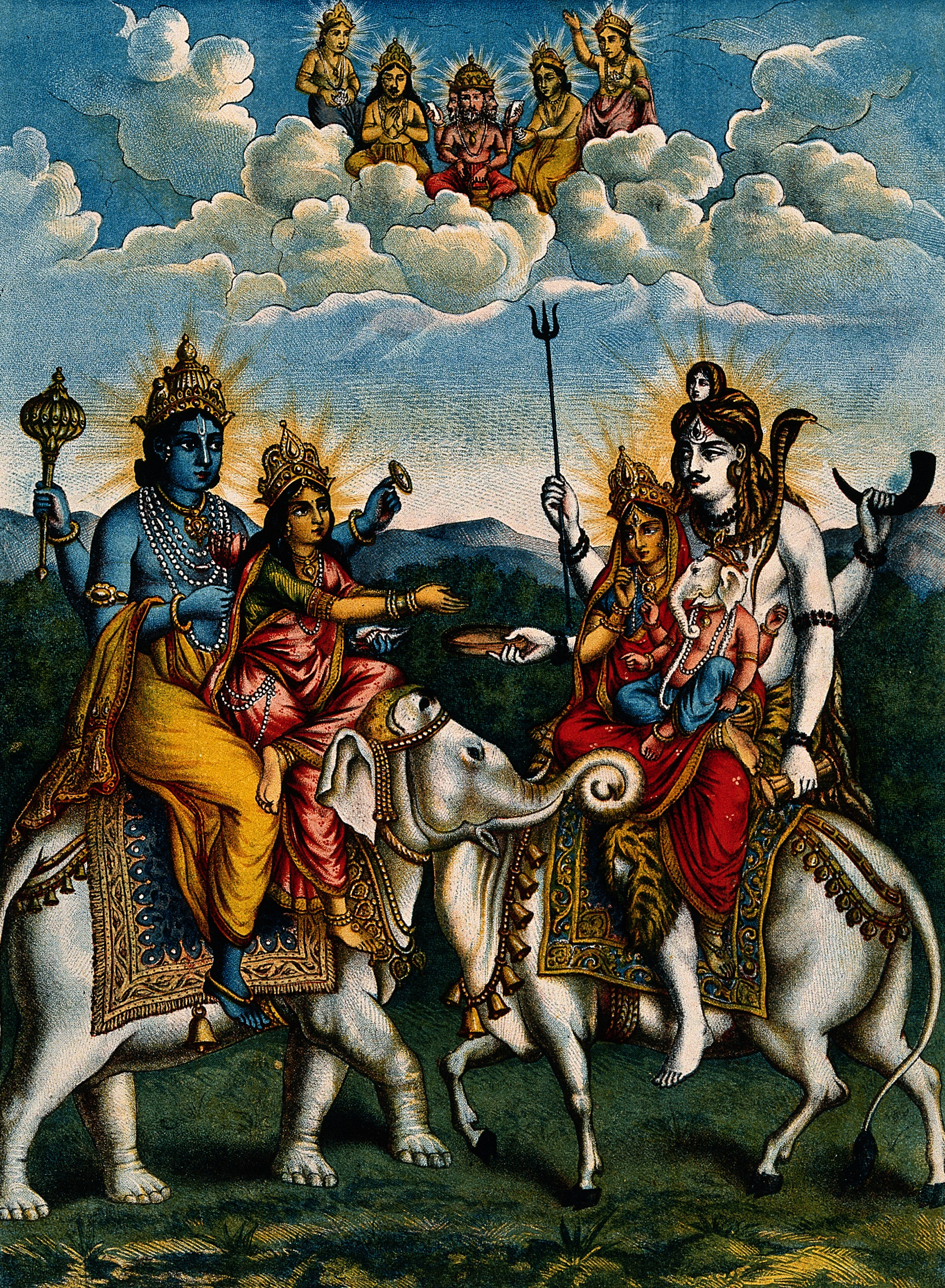
비슈누 신, 락슈미, 시바, 파르바티, 가네샤. 이 신들은 독특하고 복잡한 개성을 가지고 있지만, 종종 브라흐만이라고 불리는 동일한 궁극적 실재의 측면으로 간주되고 그 현신으로 숭배된다.

- 브라마나(Brāhmaṇa, ब्राह्मण) (남성, 발음 sa), (문자적으로 "기도에 속한")는 베다 만트라에 대한 산문 해설—베다 문학의 필수적인 부분이다.
- 브라만(Brāhmaṇa, ब्राह्मण) (남성, 위와 동일한 발음)는 사제를 의미하며, 이 용법에서는 일반적으로 영어로 "브라만"으로 번역된다. 이 용법은 아타르바베다에서도 발견된다. 중성 복수형은 Brahmāṇi이다. 베다 사제를 참조하라.
- 이슈바라, (문자적으로는 최고 주님)는 아드바이타에서는 궁극적 실재인 무속성 브라흐만의 부분적인 세속적 현현(제한된 속성을 가짐)으로 식별된다. 그러나 비시슈타드바이타와 드바이타에서는 이슈바라(최고 통제자)가 무한한 속성을 가지며 비인격적인 브라흐만의 근원이다.
- 데바는 브라흐만/신의 다양한 형태로 확장된 것으로, 각각 특정 속성을 가지고 있다. 베다 종교에는 33명의 데바가 있었는데, 나중에 3억 3천만 명의 데바로 과장되었다. 사실, 데바 자체는 하나의 최고 브라흐만(Para Brahman 참조)의 더 세속적인 현현으로 간주된다. 산스크리트어로 "천만"은 또한 집단을 의미하며, 3억 3천만 데바는 원래 33가지 유형의 신성한 현현을 의미했다.

## 역사 및 문헌

### 베다
브라흐만은 기원전 2천년 후반으로 거슬러 올라가는 베다의 가장 오래된 층인 베다 삼히타에 존재하는 개념이다.

리그베다는 제한적이고 (parimita),

사마베다는 제한적이며,

야주르베다도 제한적이지만,

브라흐만이라는 말에는 끝이 없다.
— 타이티리야 삼히타 VII.3.1.4, 바바라 홀드리게 역

브라흐만 개념은 베다 문헌의 수백 편의 찬가에서 언급된다. 브라흐마라는 단어는 리그베다 찬가 2.2.10, 6.21.8, 10.72.2 및 아타르바베다 찬가 6.122.5, 10.1.12, 14.1.131에서 발견된다. 이 개념은 베다 문헌의 다양한 층에서 발견된다. 예를 들어: 아이타레야 브라마나 1.18.3, 카우시타키 브라마나 6.12, 사타파타 브라마나 13.5.2.5, 타이티리야 브라마나 2.8.8.10, 자이미니야 브라마나 1.129, 타이티리야 아란야카 4.4.1부터 5.4.1, 바자사네이 삼히타 22.4부터 23.25, 마이트라야니 삼히타 3.12.1:16.2부터 4.9.2:122.15이다. 이 개념은 베다에 포함된 우파니샤드에서 광범위하게 논의되고(다음 절 참조), 슈라우타 수트라 1.12.12 및 파라스카라 그르햐수트라 3.2.10부터 3.4.5와 같은 베단가(베다의 사지)에서도 언급된다.
얀 곤다는 리그베다 삼히타부터 시작되는 베다 문헌에서 브라흐만에 대한 다양한 언급이 "서로 다른 의미나 미묘한 의미 차이"를 전달한다고 말한다. 얀 곤다에 따르면 현대 서양 언어에는 베다 문헌에서 브라흐만이라는 단어의 다양한 의미를 표현할 수 있는 단일 단어가 없다. 가장 고대하다고 여겨지는 구절에서 베다의 브라흐만 개념은 "베다의 소리, 단어, 구절, 공식에 내재된 힘"이다. 그러나 곤다는 이 구절들이 이러한 고대 의미가 유일한 의미가 아니었으며, 개념이 고대 인도에서 진화하고 확장되었음을 시사한다고 말한다.
바바라 홀드리게는 브라흐만 개념이 베다에서 네 가지 주요 주제로 논의된다고 말한다. 즉, 말씀 또는 구절(사브다브라흐만), 창조주 원리에 구현된 지식, 창조 자체, 그리고 전통의 집합이다. 하나냐 굿맨은 베다에서 브라흐만을 존재하는 모든 것의 근간이 되는 우주의 원리로 개념화한다고 말한다. 개빈 플러드는 베다 시대에 추상화 과정이 일어났으며, 브라흐만 개념이 소리, 단어, 의례의 힘에서 "우주의 본질", "모든 현상의 더 깊은 근원", "자아의 본질(아트만, 자아)", 그리고 "겉으로 드러나는 차이를 넘어선 인간의 더 깊은 진실"로 진화하고 확장되었다고 말한다.

### 우파니샤드

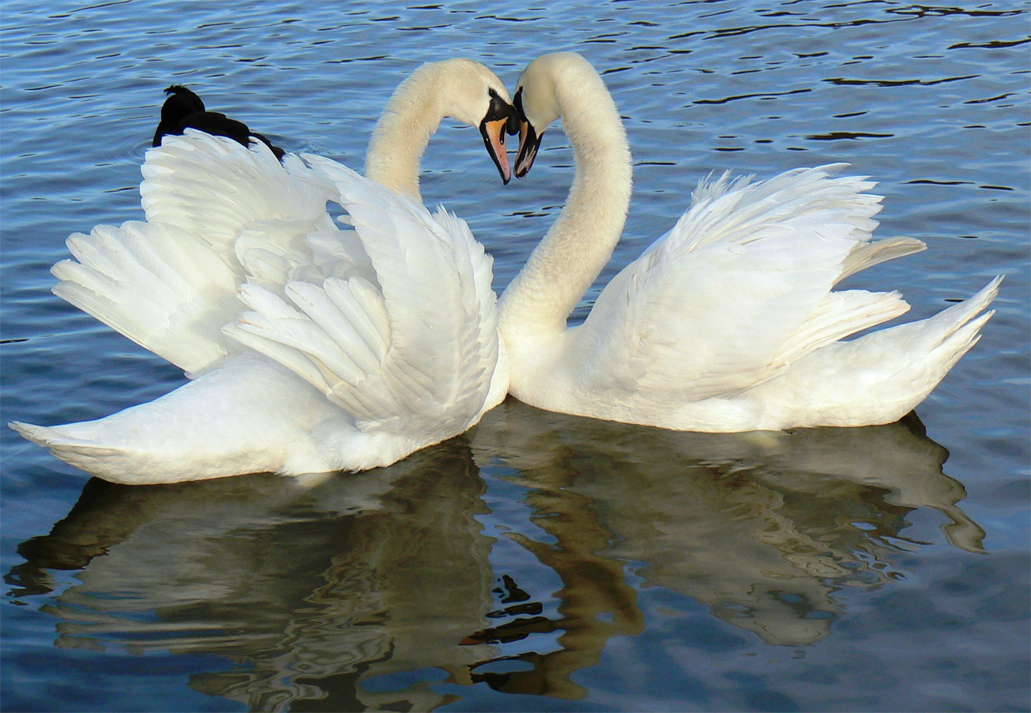
백조 (한사, हंस)는 힌두교 도상학에서 브라흐만-아트만의 상징이다.

모든 우파니샤드의 중심 관심사는 의례, 우주적 실재(신들을 포함), 그리고 인간의 몸/인격 사이의 관계를 발견하는 것이다. 이 텍스트들은 단일한 통합 이론을 제시하는 것이 아니라, 다양한 해석 가능성을 가진 다양한 주제를 제시하며, 이는 후기 베다 시대에 힌두교의 다양한 학파의 전제로 발전하였다.
우파니샤드에서 브라흐만 개념은 형이상학적, 존재론적, 구원론적 주제를 포함하도록 진화한다. 브라흐만은 우주를 창조하고 유지하며 궁극적으로 스스로에게 다시 끌어들이는 "원초적 실재"로 묘사된다. 그것은 "세계의 원리", "절대자", "보편적" 힘, "우주적 원리", 그리고 신들을 포함한 모든 존재의 "궁극적 원인"으로 특징지어진다. 브라흐만은 또한 "신성한 존재" 또는 "주님"으로 묘사되며, 이는 별개의 신 또는 모든 개인 내부에 내재하는 존재로 나타날 수 있다. 그것은 영적 해탈로 이끄는 "지식", 두려움 없고, 빛나고, 고귀하며, 지복에 찬 "자아", 그리고 자유의 "본질"을 나타낸다. 브라흐만은 모든 생명체 내부의 우주일 뿐만 아니라 그 너머의 우주이기도 하며, 내면과 외면의 세계 전체를 나타낸다.

우파니샤드의 브라흐만은 또한 "우주의 본질"이자 "가장 작은 입자"이며 동시에 무한한 우주 그 자체로 묘사된다. 그것은 모든 존재 내의 "자아"이며, "진리", "실재", "절대", 그리고 "지복"(아난다)이다. 브라흐만은 감각을 통해 직접 지각될 수 없지만, 깊은 자기 실현을 통해 경험될 수 있다.
사르베팔리 라다크리슈난 철학자의 말에 따르면, 우파니샤드의 현자들은 브라흐만이 물질 현상의 근간을 이루는 궁극적인 본질이라고 가르친다. 브라흐만은 보고 들을 수 없지만, 자기 지식(아트마 즈나나)의 함양을 통해 그 참된 본성을 이해할 수 있다. 이러한 형태의 지식은 물질 세계의 환상을 초월하고 더 높은 의식과 해탈의 상태에 도달할 수 있게 한다.
우파니샤드는 브라흐만 개념에 대한 여러 마하-바캬 또는 "위대한 말씀"을 담고 있다.
| 텍스트                                             | 우파니샤드                         | 번역                                      | 참고 문헌     |  |
| -------------------------------------------------- | ---------------------------------- | ----------------------------------------- | ------------- |  |
| 아함 브라흐마 아스미 aham brahmāsmi                | 브리하드아란야카 우파니샤드 1.4.10 | "나는 브라흐만이다"                       | [ 51 ]        |  |
| 아야므 아트마 브라흐마 ayam ātmā brahma            | 브리하드아란야카 우파니샤드 4.4.5  | "자아는 브라흐만이다"                     | [ 52 ]        |  |
| 사르밤 칼비담 브라흐마 sarvam khalvidam brahma     | 찬도기야 우파니샤드 3.14.1         | "이 모든 것이 브라흐만이다"               | [ 53 ]        |  |
| 에캄 에바드비티야므 ekam evadvitiyam               | 찬도기야 우파니샤드 6.2.1          | "그것 [브라흐만]은 둘이 없는 하나이다"    | [ 54 ]        |  |
| 타트 트밤 아시 tat tvam asi                        | 찬도기야 우파니샤드 6.8.7 이하     | "그대가 그것이다" ("그대가 브라흐만이다") | [ 55 ] [ 56 ] |  |
| 프라즈냐남 브라흐마 prajnānam brahma               | 아이타레야 우파니샤드 3.3.7        | "지혜는 브라흐만이다"                     | [ 57 ]        |  |
| 네티 네티 Neti Neti                                | 브리하드아란야카 우파니샤드 2.3.6  | "이것이 아니고, 저것도 아니다"            | [ 58 ]        |  |
| 안타라트마 AntarAtman                              | 카타 우파니샤드 2.2.12             | "내면의 아트만"                           | [ 59 ]        |  |
| 우탐마푸루샤 Uttam Purusha                         | 찬도기야 우파니샤드 8.12.3         | "지고한 존재"                             | [ 60 ]        |  |
| 푸루샤 Purusha                                     | 푸루샤 숙타                        | "지고한 존재"                             | [ 60 ]        |  |
| 브라흐마노 나마 사트야미티 Brahmano naam Satyamiti | 찬도기야 우파니샤드 8.3.4          | "브라흐만은 또한 사트야라 불린다"         | [ 61 ]        |  |
| 프라노 브라흐만 Prano brahman                      | 찬도기야 우파니샤드 7.15.1         | "생명력은 브라흐만이다"                   | [ 62 ]        |  |

우파니샤드는 찬도갸 우파니샤드 3장의 샤딘랴 교리 등 다양한 방식으로 브라흐만의 형이상학적 개념을 논한다. 이는 가장 오래된 우파니샤드 텍스트 중 하나이다. 브라흐만에 대한 샤딘리야 교리는 찬도기야 우파니샤드에만 있는 것이 아니라, 사타파타 브라마나 10.6.3과 같은 다른 고대 텍스트에서도 발견된다. 이 교리는 아트만(인간 내부의 내면적 본질, 자아)이 존재하며, 브라흐만이 아트만과 동일하고, 브라흐만이 인간 내부에 있다는 것을 주장한다. 이 주제적인 인용문들은 후대 힌두교 학파와 인도 철학에 대한 현대 연구에서 자주 인용된다.

이 온 우주는 브라흐만이다. 고요함 속에서, 그가 나온 곳, 그가 녹아들 곳, 그가 숨 쉬는 곳인 타잘란(Tajjalan)으로서 그것을 숭배하라.
— 찬도갸 우파니샤드 3.14.1

인간은 자신의 크라투마야(크라투마야ḥ, 의지, 목적)의 피조물이다. 그러므로 그가 스스로 이 의지, 이 목적을 가지게 하라: 지적인 자는 몸이 생명 원리로 가득하고, 형상이 빛이며, 생각이 진리에 의해 움직이고, 자아는 공간과 같으며(보이지 않지만 항상 존재한다), 모든 행위, 모든 욕망, 이 세상 전체를 아우르는 모든 감각적 느낌이 그에게서 나오며, 침묵하고, 무관심한 자, 이것이 나, 나의 자아, 나의 마음속의 영혼이다.
— 찬도갸 우파니샤드 3.14.1 – 3.14.3

이것은 가장 내면의 마음속에 있는 나의 영혼으로, 땅보다 크고, 공중 공간보다 크며, 이 세상들보다 크다. 이 영혼, 나의 자아는 바로 그 브라흐만이다.
— 찬도갸 우파니샤드 3.14.3 – 3.14.4

' दिव्यो ह्यमूर्तः पुरुषः सबाह्याभ्यन्तरो ह्यजः । अप्राणो ह्यमनाः शुभ्रो ह्यक्षरात्परतः परः  그는 빛나고 형태가 없으며, 모든 곳에 편재하고, 안팎으로 존재하며, 태어나지 않았고, 프라나도 없고, 마음도 없으며, 순수하며, 모든 것을 초월한 아비아크리타 너머에 있다. — 문다카 우파니샤드 11.1.2

न जायते म्रियते वा विपश्चि-
    न्नायं कुतश्चिन्न बभूव कश्चित् ।
अजो नित्यः शाश्वतोऽयं पुराणो
    न हन्यते हन्यमाने शरीरे
브라흐만은 태어나지도 죽지도 않는다. 어떤 것에서도 생겨나지 않았으며 어떤 것도 그에게서 생겨나지 않는다. 그것은 태어나지 않고 영원하며 변치 않고 고대하며, 몸이 죽어도 죽지 않는다.
- 카타 우파니샤드 1.2.18

파울 도이센은 브라흐만에 대한 위와 유사한 가르침이 수세기 후인 서기 3세기 신플라톤주의 로마 철학자 플로티노스의 Enneades 5.1.2에서 다시 나타났다고 언급한다.

## 논의
브라흐만 개념은 많은 미묘한 의미를 가지고 있으며 이해하기 어렵다. 이는 형이상학, 존재론, 가치론(윤리학 및 미학), 목적론 및 구원론과 관련이 있다.

### 형이상학적 개념으로서의 브라흐만
브라흐만은 힌두 철학의 다양한 학파에서 핵심적인 형이상학적 개념이다. 이는 형이상학의 두 가지 중심 질문, 즉 궁극적으로 실재하는 것이 무엇인지, 그리고 실재하는 모든 것에 적용되는 원리가 있는지에 대한 다양한 논의의 주제이다. 브라흐만은 궁극적인 "영원히 변치 않는" 실재이며, 관찰되는 우주는 다른 종류의 실재이지만 다양한 정통 힌두 학파에서는 "일시적이고 변하는" 마야이다. 마야는 궁극적 실재, 최고 보편적 원리, 우주적 원리인 브라흐만과 미리 존재하고 공존한다.

#### 아트만: 궁극적 실재
브라흐만 개념 외에, 힌두 형이상학에는 아트만—또는 자아—개념이 포함되며, 이 역시 궁극적으로 실재하는 것으로 간주된다. 힌두교의 다양한 학파, 특히 이원론 및 비이원론 학파는 아트만의 본질, 즉 아트만이 브라흐만과 다른지 아니면 브라흐만과 같은지에 대해 의견이 다르다. 브라흐만과 아트만을 구별하는 학파는 유신론적이며, 드바이타 베단타와 후기 니야야 학파가 이러한 전제를 예시한다. 브라흐만과 아트만을 동일하게 여기는 학파는 일원론적 또는 범신론적이며, 불이일원론, 후기 상키야 및 요가 학파가 이러한 형이상학적 전제를 예시한다. 브라흐만을 아트만과 동일시하는 학파에서는 브라흐만이 유일하고 궁극적인 실재이다. 우파니샤드의 지배적인 가르침은 각 인간 존재 내부의 자아와 다른 모든 인간 존재 및 생명체의 자아, 그리고 최고 궁극적 실재인 브라흐만과의 영적 동일성이다.

#### 마야: 지각된 실재
힌두교 주요 학파의 형이상학에서 마야는 지각된 실재이며, 숨겨진 원리, 즉 진정한 실재인 브라흐만을 드러내지 않는다. 마야는 무의식이며, 브라흐만-아트만은 의식이다. 마야는 문자적이고 결과이며, 브라흐만은 비유적인 우파다나—원리이자 원인이다. 마야는 시간, 환경, 자연의 보이지 않는 원리로 인해 태어나고, 변하며, 진화하고, 죽는다. 아트만-브라흐만은 영원하고, 불변하며, 보이지 않는 원리, 영향을 받지 않는 절대적이고 찬란한 의식이다. 아치볼드 고프(Archibald Gough)는 마야 개념이 "브라흐만과 함께 미리 존재하는 발현되거나 파생된 존재의 모든 가능성의 무관심한 총체"라고 말하며, 이는 미래의 나무 가능성이 나무 씨앗에 미리 존재하는 것과 같다고 말한다.

#### 니르구나와 사구나 브라흐만
궁극적 실재인 브라흐만은 속성을 가지기도 하고 가지지 않기도 한다. 이 맥락에서 파라 브라흐만은 형체가 없고 전지한 이슈바라—신 또는 파라마트만 및 옴인 반면, 사구나 브라흐만은 신의 인격화된 형태의 현현 또는 아바타라이다.

द्वे वाव ब्रह्मणो रूपे—मूर्तं चैवामूर्तं च, मर्त्यं चामृतं च, स्थितं च यच्च, सच्च, त्यच्च
브라흐만은 두 가지 형태를 가진다—거칠고 미묘하며, 유한하고 불멸하며, 제한적이고 무제한적이며, 정의되고 정의되지 않는다.— - 브리하드아란야카 우파니샤드 2.3.1

불이일원론과 같은 힌두교의 하위 학파들은 브라흐만과 아트만의 완전한 동일성을 강조하지만, 속성을 가진 브라흐만인 사구나 브라흐만과 속성이 없는 브라흐만인 니르구나 브라흐만에 대해서도 설명한다. 니르구나 브라흐만은 브라흐만이 실제로 존재하는 방식이지만, 사구나 브라흐만은 니르구나 브라흐만을 깨닫기 위한 수단으로 상정되며, 힌두교 학파들은 사구나 브라흐만을 궁극적인 니르구나 브라흐만의 일부로 선언한다. 아바타라 형태와 같은 사구나 브라흐만의 개념은 힌두교의 이러한 학파들에서 영적 여정 중에 있는 사람들에게 유용한 상징, 길, 도구로 간주되지만, 완전한 깨달음을 얻은 자에게는 이 개념이 최종적으로 버려진다.

### 존재론적 개념으로서의 브라흐만
브라흐만은 자아(아트만)와 함께 인도 철학의 존재론적 전제의 일부이다. 인도 철학의 여러 학파는 매우 다른 존재론을 가지고 있었다. 불교와 힌두교의 차르바카 학파는 "자아"라고 불리는 어떤 것도 존재하지 않는다고 부정하는 반면(개별 아트만 또는 우주적 의미의 브라흐만), 힌두교의 정통 학파, 자이나교 및 아지비카교는 "자아"가 존재한다고 주장한다.
브라흐만뿐만 아니라 모든 인간(및 생명체) 안의 아트만은 힌두교의 불이일원론 및 요가와 같은 학파에서 동등하며 유일한 실재, 영원하고 자생하며 무한하고 선천적으로 자유로우며 지복에 찬 절대자로 간주된다. 자신의 자아를 아는 것은 자신 안에 있는 신을 아는 것이며, 이는 아트만(개별 자아)과 동일한 브라흐만(보편적 자아)의 존재론적 본성을 아는 길로 여겨진다. 이러한 학파에서 아트만-브라흐만의 본성은 순수한 존재(사트), 의식(치트), 지복으로 가득 찬(아난다) 것으로 여겨지며, 형태가 없고 구별이 없으며 변하지 않고 무한하다.
이와 대조적으로, 드바이타 베단타와 같은 힌두교의 유신론적 하위 학파에서는 브라흐만의 본성이 영원하고 무한하며 선천적으로 자유로우며 지복에 찬 절대자로 여겨지지만, 각 개인의 자아는 구별되고 제한된 것으로 여겨지며, 기껏해야 브라흐만(여기서는 신성으로 간주됨)에 대한 영원하고 지복적인 사랑에 근접할 수 있을 뿐이다.
힌두교의 다른 학파들도 브라흐만, 실재, 존재의 본질과 관련된 자체적인 존재론적 전제를 가지고 있다. 예를 들어, 힌두교의 바이셰시카 학파는 실체적이고 실재론적인 존재론을 가지고 있다. 차르바카 학파는 브라흐만과 아트만을 부정하고 유물론적 존재론을 주장했다.

### 가치론적 개념으로서의 브라흐만
브라흐만과 아트만은 힌두교 가치론: 윤리학 및 미학의 핵심 개념이다. 마이클 마이어스(Michael Myers)와 다른 학자들은 아난다(지복)가 브라흐만 개념에 대해 보편적인 내적 조화로서 가치론적 중요성을 가진다고 말한다. 일부 학자들은 브라흐만을 가치론적 의미에서 최고 가치와 동일시한다.
브라흐만과 아트만의 가치론적 개념은 힌두교 가치론의 핵심이다. 샤(Shaw)는 '나는 브라흐만이다'와 같은 진술이 '나는 모든 것과 관련되어 있다'는 의미를 가지며, 이것이 힌두교에서 타인에 대한 연민의 근저를 이루는 전제라고 말한다. 왜냐하면 각 개인의 행복, 평화, 또는 행복은 다른 존재와 자연 전체를 포함한 타인에게 의존하며, 그 반대도 마찬가지이기 때문이다. 티트게(Tietge)는 브라흐만과 아트만이 존재론적으로 동등하게 취급되는 힌두교의 비이원론 학파에서도 가치론은 개인 행위자와 윤리를 강조한다고 말한다. 티트게는 힌두교의 이러한 학파에서 행위 이론은 이기적인 자기 관심이 아니라 타인에 대한 연민에서 파생되고 그 중심에 있다고 말한다.
바우어(Bauer)는 브라흐만과 아트만의 개념에서 가치론적 가치 이론이 암묵적으로 나타난다고 말한다. 인간 경험의 미학과 윤리는 힌두교에서 자기 지식의 결과이며, 개인의 자아가 브라흐만, 즉 모든 사람, 모든 것, 모든 영원함의 자아와 완전하고 시간 없는 통일을 이룰 때 발생한다. 이때 인간 경험의 정점은 사후 세계에 의존하지 않고 현재 삶 자체의 순수한 의식에 있다. 이는 개인이 약하거나 본질적으로 악하다고 가정하지 않고, 그 반대로 인간의 자아와 그 본성이 근본적으로 무제한적이고, 결함이 없으며, 아름답고, 행복하며, 윤리적이고, 연민을 가지며, 선하다고 간주한다. 무지는 그것을 악하다고 가정하는 것이고, 해탈은 그 영원하고, 광대하며, 순수하고, 행복하며, 선한 본성을 아는 것이다. 힌두 사상과 일반적으로 인도 철학의 가치론적 전제는 개인을 고양시키고, 인간의 타고난 잠재력을 찬양하며, 그의 존재의 실재가 우주의 객관적 실재라는 것이다. 니캄(Nikam)은 힌두교의 우파니샤드들이 개인이 객관적 우주와 동일한 본질과 실재를 가지고 있으며, 이 본질이 가장 미묘한 본질이라고 요약한다. 개별 자아는 보편적 자아이며, 아트만은 브라흐만과 동일한 실재이자 미학이다.

### 목적론적 개념으로서의 브라흐만
브라흐만과 아트만은 매우 중요한 목적론적 개념이다. 목적론은 어떤 것의 명백한 목적, 원리 또는 목표를 다룬다. 슈베타슈바타라 우파니샤드의 첫 장에서 이러한 질문들이 다루어진다. 다음과 같이 말한다.

브라흐만에 대해 탐구하는 사람들은 말한다:

브라흐만의 원인은 무엇인가? 우리는 왜 태어났는가? 무엇으로 우리는 살아가는가? 무엇 위에 우리는 서 있는가? 브라흐만을 아는 자여, 누구의 통치를 받아 우리는 각자의 상황에서 즐거움과 고통 속에 살아가는가?
— 슈베타슈바타라 우파니샤드, 찬가 1.1

우파니샤드에 따르면, 어떤 것이든 또는 모든 것의 주요 목적/의미는 브라흐만을 깨달음으로써만 설명되거나 달성/이해될 수 있다. 브라흐만을 얻음으로써 모든 것의 명백한 목적을 파악할 수 있는데, 브라흐만은 알려지면 모든 것이 알려진다고 언급되기 때문이다.

"주님, 무엇이 알려지면 이 모든 것이 알려지게 됩니까?"

앙기라스는 그에게 말했다. "사람은 두 가지 종류의 지식을 배워야 한다고 브라흐만을 아는 자들은 말합니다—상위 지식과 하위 지식. 이 둘 중 하위 지식은 리그베다, 야주르베다, 사마베다 (...)로 구성되는 반면, 상위 지식은 불멸의 존재(브라흐만)를 파악하는 지식입니다."
— 문다카 우파니샤드, 찬가 1.1

우파니샤드의 다른 곳에서는 브라흐만과 모든 지식 사이의 관계가 확립되어, 브라흐만이 궁극적으로 알려질 때 명백한 목적/목적론에 대한 모든 질문이 해결된다. 이것은 아이타레야 우파니샤드 3.3과 브리하드아란야카 우파니샤드 4.4.17에서 발견된다.

지식은 이 모든 것의 눈이며, 지식 위에 세워져 있다. 지식은 세상의 눈이며, 지식은 토대이다. 브라흐만은 아는 것이다.
— 아이타레야 우파니샤드, 찬가 3.3

브라흐만을 깨달아야 하는 주된 이유 중 하나는 그것이 인간의 삶에서 고통을 제거하기 때문이다. 불이일원론 전통에 따르면, 이는 개인이 불변하는 것(푸루샤; 아트만-브라흐만)과 끊임없이 변하는 것(프라크리티; 마야)을 구별할 수 있는 능력과 지식을 가지고 있어 일시적이고 덧없으며 영원하지 않은 것에 집착하지 않기 때문이다. 따라서 그 사람은 자신의 참된 자아에 만족하고 몸이나 다른 어떤 것에도 만족하지 않는다. 브라흐만을 중심 목적론적 문제로 더욱 정교하게 설명하는 내용은 샹카라의 브라흐마 수트라 주석과 그의 비베카추다마니에서 찾을 수 있다.
브리하드아란야카 우파니샤드 3.9.26에서는 아트만이 '두려움에 떨거나 상처를 입지 않는다'고 언급하며, 이샤 우파니샤드 6-7장 또한 자신이 브라흐만이 되면 고통이 존재하지 않는다고 말한다. 왜냐하면 모든 존재 안에서 자아를 보고, 자아 안에서 모든 존재를 보기 때문이다. 유명한 불이일원론 주석가 샹카라는 샤브다 프라마나(경전 인식론)와 아누바바(개인 경험)가 브라흐만을 알고 배우는 궁극적이고 유일한 원천이며, 그 목적이나 존재는 독립적으로 검증될 수 없다고 지적했다. 왜냐하면 그것은 지각/추론의 대상이 아니며(영적으로 진보하지 않는 한, 그 진실은 자명하거나 직관적이지 않다), 개념화를 초월하기 때문이다. 그러나 그는 우파니샤드 자체가 궁극적으로 다양한 프라마나의 사용을 통해 궁극적인 진리를 도출하는 데서 파생되었다고 지적한다(야즈나발키야의 철학적 탐구에서 볼 수 있듯이). 모든 베단타 학파는 이에 동의한다. 이러한 목적론적 논의는 브라흐만의 기원/목적과 아비드야(무지) 및 둘 사이의 관계에 대한 경쟁 철학들의 일부 반박을 불러일으켰고, 이는 카슈미르 시바파와 같은 변형 학파들로 이어졌다.

### 구원론적 개념으로서의 브라흐만: 해탈
힌두교의 정통 학파, 특히 베단타, 상키야, 요가 학파는 해탈에 대한 논의에서 브라흐만과 아트만 개념에 중점을 둔다. 불이일원론은 아트만과 브라흐만 사이에 존재/비존재 구별이 없다고 주장한다. 아트만(자기 지식)에 대한 지식은 사람 내부와 외부의 브라흐만 지식과 동의어이다. 더욱이 브라흐만에 대한 지식은 모든 존재와의 합일감, 자기 실현, 형언할 수 없는 기쁨, 그리고 해탈(자유, 지복)로 이어진다. 왜냐하면 브라흐만-아트만은 모든 것의 기원이자 끝이며, 존재하는 모든 것의 배후이자 근원인 보편적 원리이자 모든 것과 모든 사람에게 편재하는 의식이기 때문이다.
드바이타 베단타와 같은 힌두교의 유신론적 하위 학파는 동일한 전제로 시작하지만, 개별 자아와 브라흐만이 다르다는 전제를 추가하여 브라흐만이 다른 주요 세계 종교의 신과 유사한 방식으로 개념화되는 전혀 다른 결론에 도달한다. 유신론적 학파는 해탈이 자신의 자아와 구별되고 분리된 브라흐만(비슈누, 시바 또는 이에 상응하는 단일신교)과의 사랑스럽고 영원한 합일 또는 근접이라고 주장한다. 힌두교의 이러한 하위 학파에서 브라흐만은 모든 자아가 해탈을 위해 각자의 방식으로 나아가는 존재의 최고 완성으로 간주된다.

## 힌두교 학파

### 베단타
브라흐만, 그 본질, 그리고 아트만 및 관찰되는 우주와의 관계는 힌두교 베단타 학파의 다양한 하위 학파들 간의 주요 차이점이다.

#### 불이일원론
틀:Advaita
불이일원론은 비이원론을 지지한다. 브라흐만은 유일하고 불변하는 실재이며, 이원성도 없고, 제한된 개별 자아도 없으며, 분리된 무한한 우주적 자아도 없다. 오히려 모든 자아, 모든 존재는 모든 공간과 시간을 통해 하나이고 동일하다. 각 존재 내부의 우주와 자아는 브라흐만이며, 각 존재 외부의 우주와 자아도 브라흐만이다. 브라흐만은 물질적, 영적 모든 것의 기원이자 끝이다. 브라흐만은 존재하는 모든 것의 근본 원천이다. 그는 브라흐만은 가르치거나 지각할 수 없지만(지적 지식의 대상으로서), 모든 인간이 배우고 실현할 수 있다고 말한다. 불이일원론의 목표는 자신의 자아(아트만)가 무지와 잘못된 식별(아비드야)에 의해 가려진다는 것을 깨닫는 것이다. 아비드야가 제거되면, 아트만(사람 내부의 자아)은 브라흐만과 동일한 것으로 깨달아진다. 힌두교 불이일원론 학파는 브라흐만이 외부의 분리된 이원적 존재가 아니라 각 사람 안에 있다고 말한다. 브라흐만은 영원하고 불변하며 진정으로 존재하는 모든 것이다. 이 견해는 "에캄 사트"("진리는 하나이다")와 같은 다양한 형태로 이 학파에서 언급되며, 모든 것은 브라흐만이다.
우주는 단순히 브라흐만에서 온 것이 아니라, 브라흐만 그 자체이다. 불이일원론의 주창자인 샹카라에 따르면, 슈루티가 제공하는 브라흐만에 대한 지식은 자아 탐구를 제외한 다른 어떤 수단으로도 얻을 수 없다.
불이일원론에서 니르구나 브라흐만은 궁극적이고 유일한 실재로 여겨진다. 의식은 브라흐만의 속성이 아니라 오히려 그 본질이다. 이런 점에서 불이일원론은 다른 베단타 학파들과 다르다.
바가바드 기타의 구절은 다음과 같다.

봉헌물은 브라흐만이며, 봉헌은 브라흐만이다.

브라흐만에 의해 브라흐만의 불 속에 봉헌된다.

브라흐만은 그에 의해 얻어질 것이니,

행동 속에서 언제나 브라흐만을 보는 자이다. – 찬가 4.24

내면에서 행복을 찾는 자,

내면에서 기쁨을 찾는 자,

그리고 내면에서 빛을 찾는 자,

이 요기인(요가 수행자)은 브라흐만의 지복에 도달하며, 브라흐만이 된다. – 찬가 5.24
— 바가바드 기타

#### 드바이타 베단타
드바이타의 브라흐만은 주요 세계 종교의 신과 유사한 개념이다. 드바이타는 개별 자아가 신에게 의존하지만 구별된다고 주장한다. 드바이타 철학은 브라흐만과 유한한 존재들 사이의 공유된 존재 개념에 반대한다. 그것은 공유된 존재 또는 비이원론(불이일원론)의 어떤 개념도 브라흐만의 초월적인 완전성 본질과 양립할 수 없다고 본다. 마드바는 각 실체의 독특한 개별성(비셰샤)을 중요하게 여긴다.
드바이타는 타트바스(실체의 중요한 속성) 간의 차이를 다음과 같이 보편적 기질 내에서 이해하는 타트바바다를 제안한다.
1. 지바-이슈바라-베다 — 자아와 최고 신의 차이
2. 자다-이슈바라-베다 — 무생물과 최고 신의 차이
3. 미타-지바-베다 — 두 자아 간의 차이
4. 자다-지바-베다 — 무생물과 자아 간의 차이
5. 미타-자다-베다 — 두 무생물 간의 차이

#### 비시슈타드바이타
비시슈타드바이타에서 라마누자는 브라흐만이 신이며, 이 신은 나라야나라고 주장한다. 그는 브라흐마 수트라 1.1.1에 대한 주석에서 브라흐만을 "'최고의 존재', 자신의 본성상 모든 불완전함으로부터 자유롭고 비할 데 없는 탁월함의 무수한 상서로운 자질들을 소유한 존재"로 정의한다. 이 정의를 사용하여 라마누자는 브라흐만이 신이어야 한다고 주장한다. 왜냐하면 브라흐만의 자질들이 모든 것보다 비할 데 없이 우월하므로 "모든 것의 주님만이 이렇게 불릴 수 있으며, '브라흐만'은 주로 그분만을 지칭하기 때문"이다. 라마누자는 신과 개별 자아들 사이의 관계는 헌신적인 것이어야 하며, 해탈은 예배자의 명상, 즉 헌신에 의해 기뻐하는 최고의 존재의 은총을 통해서만 얻을 수 있다고 말한다.

#### 아친탸 베다 아베다
아친탸 베다 아베다 철학은 드바이타드바이타(차등 일원론)와 유사하다. 이 철학에서 브라흐만은 비인격적일 뿐만 아니라 인격적이다. 그 브라흐만은 지고한 인격신이며, 절대 진리를 깨닫는 첫 번째 단계(즈나나라고 불리는 과정을 통해)에서는 비인격적인 브라흐만으로 깨닫고, 다음으로 영원한 바이쿤타 거처(브라흐말로카 사나타나라고도 함)를 가진 인격적인 브라흐만으로 깨닫고, 다음으로 요가–명상을 통해 초자아(모든 사람의 마음속에 있는 나라야나 비슈누 신)인 파라마트만으로 깨닫고, 마지막으로(절대 진리는 바크티를 통해 깨닫는다) 파라마트만과 브라흐만(인격적, 비인격적, 또는 둘 다)의 근원인 지고한 인격신 바가반으로 깨닫는다.

### 바크티 운동
힌두교의 바크티 운동은 브라흐만의 두 가지 개념—니르구나와 사구나를 중심으로 신학을 구축했다. 니르구나 브라흐만은 형체가 없고 속성이나 특성이 없는 궁극적 실재의 개념이었다. 이와 대조적으로 사구나 브라흐만은 형태, 속성, 특성을 가진 것으로 상상되고 발전되었다. 이 둘은 각각 고대의 범신론적 미현현 전통과 유신론적 현현 전통과 평행하며, 바가바드 기타의 아르주나-크리슈나 대화로 거슬러 올라갈 수 있다. 그것은 동일한 브라흐만이지만, 니르구니 지식 중심과 사구니 사랑 중심의 두 가지 관점에서 보았으며, 기타에서는 크리슈나(비슈누 신의 8번째 화신)로 통합되었다. 니르구나 박타의 시는 즈냐나-슈라이, 즉 지식에 뿌리를 두고 있었다. 사구나 박타의 시는 프레마-슈라이, 즉 사랑에 뿌리를 두고 있었다. 바크티에서 강조하는 것은 상호적인 사랑과 헌신으로, 헌신자가 신을 사랑하고 신이 헌신자를 사랑하는 것이다.
제아닌 파울러(Jeaneane Fowler)는 바크티 운동 신지학의 근간인 니르구나와 사구나 브라흐만 개념이 힌두교 베단타 학파, 특히 샹카라의 불이일원론, 라마누자의 비시슈타드바이타 베단타, 그리고 마드바차리야의 드바이타 베단타의 사상과 함께 더욱 심오하게 발전했다고 말한다. 바크티에 관한 12세기 영향력 있는 두 가지 논문은 니르구나-바크티와 공명하는 샨딜랴 바크티 수트라와 사구나-바크티에 기울어진 나라다 바크티 수트라였다.
바크티 운동의 니르구나와 사구나 브라흐만 개념은 학자들에게 혼란스러운 것이었다. 특히 니르구니 전통은 데이비드 로렌젠(David Lorenzen)이 말했듯이 "속성도, 심지어 정의 가능한 개성도 없는 신에 대한 진심 어린 헌신"을 제공하기 때문이다. 그러나 로렌젠은 "니르구니 바크티 문헌의 산더미"를 고려할 때, 니르구나 브라흐만에 대한 바크티는 사구나 브라흐만에 대한 바크티와 함께 힌두 전통의 현실의 일부였다고 덧붙인다. 이들은 바크티 운동 동안 신을 상상하는 두 가지 대안적인 방식이었다.

## 불교에서의 브라흐만 이해
불교는 우파니샤드의 브라흐만과 아트만(영구적 자아, 본질) 교리를 거부한다. 데미안 키오운(Damien Keown)에 따르면, "붓다는 개인 자아(아트만)나 그 우주적 대응물(브라흐만)의 존재에 대한 증거를 찾을 수 없었다." 불교의 형이상학은 아낫타 교리를 통해 브라흐만(궁극적 존재), 브라흐만과 같은 본질, 자아 및 형이상학적으로 동등한 모든 것을 거부하지만, 그들의 삼신설에 대한 믿음은 브라흐만의 사트-치트-아난다 특성과 매우 유사하다.
머브 파울러(Merv Fowler)에 따르면, 일부 형태의 불교는 브라흐만과 유사한 개념을 통합했다. 예를 들어, 파울러는 "매우 범신론적인 종교 철학을 받아들였고, 대승 불교 발전에 박차를 가했기 때문에 중요한" 초기 설일체유부 학파의 불교를 언급한다. 윌리엄 시어도어 드 바리(William Theodore De Bary)에 따르면, 대승 불교의 유가행파 교리에서 "법신, 궁극적인 붓다, 우주 전체를 관통하고 그 근간을 이루는 존재는 [...] 사실 우파니샤드의 세계 자아, 브라흐만이었다." 파울러에 따르면, 일부 학자들은 궁극적인 실재로 간주되는 불교의 열반을 힌두교의 브라흐만/아트만과 동일시했다. 파울러는 이러한 견해가 "불교계에서는 거의 지지를 받지 못했다"고 주장한다. 파울러는 여러 대승 경전의 저자들이 자신들의 사상을 우파니샤드의 브라흐만 교리로부터 구분하기 위해 애썼다고 주장한다.

### 불교 경전에서 브라흐만의 대용물로서의 브라흐마
브라흐만의 영적 개념은 베다 문헌에서 훨씬 오래되었으며, 일부 학자들은 브라흐마 신이 비인격적이고 니르구나(속성 없는)이며 형태 없는 보편적 원리인 브라흐만의 인격적 개념과 형태 및 속성(사구나 버전)을 가진 아이콘으로 나타났을 수 있다고 제안한다. 힌두교 문헌에서 비슈누와 시바 신과 함께 브라흐마 신이 가장 먼저 언급된 것은 마이트라야니야 우파니샤드의 다섯 번째 프라파타카(교훈)이며, 이는 아마도 불교의 부상 이후인 기원전 1천년 후반에 작성되었을 것이다.
가나나트 오베예세케레(Gananath Obeyesekere)는 초기 불교도들이 브라흐마 개념을 공격했으며, 이를 통해 논쟁적으로 베다 및 우파니샤드의 성 중립적이고 추상적인 형이상학적 브라흐만을 공격했다고 말한다. 초기 불교 경전에서 브라흐마에 대한 이러한 비판은 베다를 비웃는 것을 목표로 하지만, 동시에 동일한 경전들은 메타(사랑의 친절, 연민)를 브라흐만과의 연합 상태라고 부른다. 초기 불교의 브라흐마에 대한 접근 방식은 어떤 창조주 측면도 거부하면서, 베다 브라흐마비하라 개념의 가치 체계를 불교의 가치 체계에 유지하는 것이었다. 마틴 윌트셔(Martin Wiltshire)에 따르면, 불교 경전의 "브라흐마 로카"라는 용어는 "스바르가 로카" 대신 불교가 우파니샤드의 브라흐만 개념의 "진실의 힘"과 지식 중심을 선택하고 강조하려는 시도일 가능성이 높다. 동시에, 브라흐만을 브라흐마로 재정의하고 그것을 신과 윤회 이론 내에 두면서, 초기 불교는 베다의 아트만-브라흐만 전제를 거부하여 자신의 다르마 교리(아닛차, 두카, 아낫타)를 제시했다.

## 중국 사상에서의 브라흐만
펜실베이니아 대학교의 L. S. 바실리예프는 혼합주의적 도교도들이 예배에서 브라흐만을 도의 대체물로 사용했다고 주장했다.
빅터 H. 메어는 초기 도교 역사에서 도교도들이 힌두교 집단과 긍정적인 "문화적 관계"를 가졌으며, 도덕경이 인도 철학에 대한 반응으로 쓰여졌고, 저자가 브라흐만을 도와 동일하다고 보았다고 생각했다.

## 시크교에서의 브라흐만
형이상학적 개념인 브라흐만, 특히 속성 없고 형태 없는 영원한 최고 실재인 니르구니 브라흐만은 시크교의 근간이다. 이러한 믿음은 시크교도들의 니르구니 바크티를 통해 관찰된다.
구루 그란트 사히브의 일부인 가우리에서는 브라흐만이 "둘 없는 하나"로 선언되며, 스리 라그에서는 "모든 것은 그에게서 태어나고, 마침내 그에게 흡수된다"고 말하고, 바르 아사에서는 "우리가 보거나 듣는 모든 것이 브라흐만의 현현이다"라고 말한다. 네스빗(Nesbitt)은 시크교 경전 구루 그란트 사히브의 시작에 나오는 열두 단어 물 만타르의 처음 두 단어인 이크 온카르가 학자들에 의해 "하나의 신이 있다", "이 존재는 하나이다", 그리고 "하나의 실재이다"의 세 가지 방식으로 번역되었다고 말한다.
브라흐만의 형이상학적 개념에 대한 "둘 없는 하나"라는 유사한 강조는 찬도갸 우파니샤드 6.2장과 같은 힌두교의 고대 문헌에서도 발견된다. 시크교의 신과 최고 실재에 대한 사상은 힌두교의 브라흐만 개념 중 사구나와 니르구나 개념에서 발견되는 주제를 공유한다.
궁극적 실재(브라흐만)의 개념은 시크교에서 남, 사트-남 또는 남으로도 불리며, 힌두교의 옴처럼 이크 온카르는 이 실재를 상징한다.

## 자이나교에서의 브라흐만
학자들은 자이나교에서 브라흐만 개념이 거부되는지 아니면 수용되는지에 대해 논쟁한다. 유신론적인 신의 개념은 자이나교에서 거부되지만, 지바 또는 "아트만(자아)은 존재한다"는 것은 형이상학적 진리로 여겨지며, 윤회와 케발라 즈나나 이론의 핵심이다.
비셋(Bissett)은 자이나교가 "물질 세계"와 "아트만"을 받아들이지만, 힌두교의 고대 문헌에서 발견되는 궁극적 실재와 우주 원리의 형이상학적 개념인 브라흐만은 거부한다고 말한다. 이와 대조적으로 고스와미(Goswami)는 자이나교 문헌에 일원론적인 주제가 내재되어 있으며, 브라흐만(최고 실재, 최고 지식)의 지식을 얻은 자아는 브라흐만 자체와 동일하다고 말한다. 자이니(Jaini)는 자이나교가 궁극적 실재(브라흐만)의 전제를 받아들이지도 거부하지도 않고, 대신 아네칸타바다라는 다면적인 교리를 채택한다고 말한다. 이 교리는 "현실은 본질적으로 복잡하며" 어떤 인간의 견해나 설명도 절대 진리를 나타낼 수 없다고 주장한다. 절대 진리를 이해하고 깨달은 자들은 해탈한 자들이며, 케발라 즈나나를 가진 지고한 자아(파라마트만)이다.

## 브라흐마, 브라흐만, 브라만, 브라마나 비교
브라흐마는 브라흐만과 구별된다. 브라흐마는 후기 베다 푸라나 문학에 나오는 남성 신으로, 창조는 하지만 어떤 것도 보존하거나 파괴하지 않는다. 그는 일부 힌두교 문헌에서 형이상학적 브라흐만과 함께 비슈누(보존자), 시바(파괴자), 모든 다른 신들, 여신들, 물질 및 다른 존재들로부터 출현한 것으로 상상된다.
브라흐만은 창조되지 않고, 영원하고, 무한하며, 초월적이며, 모든 존재의 원인, 토대, 근원 및 목표인 궁극적인 불변의 실재를 지칭하는 힌두교의 형이상학적 개념이다. 그것은 존재했던 모든 것, 즉 현재의 우주와 시간 이전에 존재했던 것, 현재의 우주와 시간으로 존재하는 것, 그리고 현재의 우주와 시간이 끝난 후 흡수되어 존재할 모든 것의 원인이거나 그 자체로 변형되는 것으로 상상된다. 그것은 성 중립적인 추상적 개념이다. 추상적 브라흐만 개념은 베다 텍스트, 특히 우파니샤드에서 지배적이다. 반면 브라흐마 신은 베다와 우파니샤드에서 미미하게 언급된다. 푸라나와 서사 문학에서는 브라흐마 신이 더 자주 나타나지만, 일관적이지는 않다.
일부 문헌에서는 비슈누 신이 브라흐마를 창조했다고 주장하고(비슈누파), 다른 문헌에서는 시바 신이 브라흐마를 창조했다고 주장하며(시바파), 또 다른 문헌에서는 데비 여신이 브라흐마를 창조했다고 주장한다(샤크티파). 그리고 이러한 문헌들은 브라흐마가 각각 그들을 대신하여 세상의 부차적인 창조자라고 계속해서 언급한다. 브라흐마와 브라흐만의 유사점은 브라흐만이 세상과 그 안의 모든 것, 심지어 반대되는 것들 사이의 관계를 위한 닻이라고 말하는 반면, 브라흐마는 많은 힌두교 및 불교 전통에서 세상을 돕는 창조신이라는 점이다.
또한, 힌두교의 이러한 주요 유신론적 전통의 중세 시대 문헌들은 사구나 브라흐만이 비슈누이거나, 시바이거나, 또는 데비임을 주장한다. 각각 그들은 브라흐만의 다른 이름이나 측면이며, 모든 생명체 내의 아트만(자아)은 이 궁극적이고 영원한 브라흐만과 동일하거나 그 일부이다.
브라만은 힌두교의 바르나 중 하나로, 사제로서 신성한 문헌을 보존하고 세대 간에 전파하는 이론을 전문으로 한다.
브라마나스는 베다 내의 네 가지 고대 텍스트 층 중 하나이다. 주로 신화, 전설, 베다 의례 설명 및 일부 경우 철학을 통합한 요약본이다. 이들은 각 네 개의 베다 안에 포함되어 있으며, 힌두교 슈루티 문헌의 일부를 이룬다.

## 같이 보기
- 아트만
- 원질
- 아샤
- 의식 (심리철학)
- 로고스
- 파라마트만
- 파라브라흐만
- 프라크리티
- 푸루샤
- 쉔통
- 도 (철학)

### 설명주
1. ↑  "섭진될 수 없음",[14] 제거되거나 소멸될 수 없는 변증법적 과정의 최종 요소 (독일어: "aufheben").
2. ↑  또한 다음과 같이 정의된다.
  - 이 우주의 모든 물질, 에너지, 시간, 공간, 존재, 그리고 그 너머의 모든 것의 신성한 근원인 불변하고, 무한, 내재, 그리고 초월적인 실재; 즉 유일한 지고한 보편 정신.[15]
  - 현상적 우주의 기원이자 지지대인 유일하고 지고하며 편재하는 정신.[16]
3. ↑  속성을 가진 사구나 브라흐만
4. ↑  속성이 없는 니르구나 브라흐만
5. ↑  지고한
6. ↑  [a] Hark, Lisa; DeLisser, Horace (2011). 《Achieving Cultural Competency》. John Wiley & Sons. Three gods, Brahma, Vishnu, and Shiva, and other deities are considered manifestations of and are worshipped as incarnations of Brahman.

[b] Toropov & Buckles 2011: The members of various Hindu sects worship a dizzying number of specific deities and follow innumerable rites in honor of specific gods. Because this is Hinduism, however, its practitioners see the profusion of forms and practices as expressions of the same unchanging reality. The panoply of deities are understood by believers as symbols for a single transcendent reality.

[d] Orlando O. Espín, James B. Nickoloff (2007). 《An Introductory Dictionary of Theology and Religious Studies》. Liturgical Press. While Hindus believe in many devas, many are monotheistic to the extent that they will recognise only one Supreme Being, a God or Goddess who is the source and ruler of the devas.
7. ↑  Merv Fowler, Zen Buddhism: Beliefs and Practices (Brighton: Sussex Academic, 2005), p. 30: "Upanisadic thought is anything but consistent; nevertheless, there is a common focus on the acceptance of a totally transcendent Absolute, a trend which arose in the Vedic period. This indescribable Absolute is called Brahman [...] The true Self and Brahman are one and the same. Known as the Brahman-Atman synthesis, this theory, which is central to Upanisadic thought, is the cornerstone of Indian philosophy. The Brahman-Atman synthesis, which posits the theory of a permanent, unchanging self, was anathema to Buddhists, and it was as a reaction to the synthesis that Buddhism first drew breath. Merv Fowler p. 47: "For the Upanisadic sages, the real is the Self, is Atman, is Brahman. [...] To the Buddhist, however, any talk of an Atman or permanent, unchanging Self, the very kernel of Upanisadic thought, is anathema, a false notion of manifest proportion."
8. ↑  Merv Fowler, Buddhism: Beliefs and Practices (Brighton: Sussex Academic, 1999), p. 34: "It was inevitable that the non-theistic philosophy of orthodox Buddhism should court the older Hindu practices and, in particular, infuse into its philosophy the belief in a totally transcendent Absolute of the nature of Brahman."
9. ↑  Merv Fowler, Buddhism: Beliefs and Practices (Brighton: Sussex Academic, 1999), p. 82: "The original writers of these Mahayana texts were not at all pleased that their writings were seen to contain the Brahman of the Upanisads in a new form. The authors of the Lankavatara  strenuously denied that the womb of Tathagatahood, [...] was in any way equatable with the 'eternal self', the Brahmanical atman of Upanisadic thought. Similarly, the claim in the Nirvana Sutra that the Buddha regarded Buddhahood as a 'great atman' caused the Yogacarins considerable distress."
10. ↑  속성과 함께 얼굴로 표현됨)[174]

### 참조주
1. 1 2  Lochtefeld, James G. (2002). 《The Illustrated Encyclopedia of Hinduism》 1. The Rosen Publishing Group. 122쪽. ISBN 978-0823931798.
2. 1 2  P. T. Raju (2006), Idealistic Thought of India, Routledge, ISBN 978-1406732627, page 426 and Conclusion chapter part XII
3. 1 2  Fowler 2002, 49–55 (in Upanishads), 318–319 (in Vishistadvaita), 246–248 and 252–255 (in Advaita), 342–343 (in Dvaita), 175–176 (in Samkhya-Yoga)쪽.
4. ↑  Blackburn, Simon (2005년 10월 27일). 《The Oxford Dictionary of Philosophy》 (영어). Oxford University Press, UK. 47쪽. ISBN 978-0-19-861013-7.
5. ↑  Mariasusai Dhavamony (2002), Hindu-Christian Dialogue: Theological Soundings and Perspectives, Rodopi Press, ISBN 978-9042015104, pages 43–44
6. 1 2  For dualism school of Hinduism, see: Francis X. Clooney (2010), Hindu God, Christian God: How Reason Helps Break Down the Boundaries between Religions, Oxford University Press, ISBN 978-0199738724, pages 51–58, 111–115;
For monist school of Hinduism, see: B. Martinez-Bedard (2006), Types of Causes in Aristotle and Sankara, Thesis – Department of Religious Studies (Advisors: Kathryn McClymond and Sandra Dwyer), Georgia State University, pages 18–35
7. 1 2 3  Brodd, Jeffrey (2009). 《World Religions: A Voyage of Discovery》 3판. Saint Mary's Press. 43–47쪽. ISBN 978-0884899976.
8. ↑  Volume 1, Motilal Banarsidass, ISBN 978-8120814684, page 91
9. 1 2 3  Stephen Philips (1998), Routledge Encyclopedia of Philosophy: Brahman to Derrida (Editor; Edward Craig), Routledge, ISBN 978-0415187077, pages 1–4
10. 1 2  Goodman, Hananya (1994). 《Between Jerusalem and Benares: Comparative Studies in Judaism and Hinduism》. State University of New York Press. 121쪽. ISBN 978-0791417164.
11. ↑  Raju 1992, 228쪽.
12. ↑  Eliot Deutsch (1980), Advaita Vedanta : A Philosophical Reconstruction, University of Hawaii Press, ISBN 978-0824802714, Chapter 1
13. ↑  Fowler 2002, 53–55쪽.
14. 1 2  Potter 2008, 6–7쪽.
15. ↑  Brodd, Jeffrey (2003). 《World Religions》. Winona, Minnesota: Saint Mary's Press. ISBN 978-0-88489-725-5.
16. ↑  John Bowker (ed.)(2012), The Oxford Dictionary of World Religions, Oxford University Press.
17. ↑  Fowler 2002, 49–53쪽.
18. ↑  Klaus K. Klostermaier (2007), A Survey of Hinduism, Third Edition, State University of New York Press, ISBN 978-0791470824, Chapter 12: Atman and Brahman – Self and All
19. 1 2 3 4  Michael Myers (2000), Brahman: A Comparative Theology, Routledge, ISBN 978-0700712571, pages 124–127
20. ↑  Thomas Padiyath (2014), The Metaphysics of Becoming, De Gruyter, ISBN 978-3110342550, pages 155–157
21. 1 2  Arvind Sharma (2007), Advaita Vedānta: An Introduction, Motilal Banarsidass, ISBN 978-8120820272, pages 19–40, 53–58, 79–86
22. ↑  John E. Welshons (2009), One Self, One Love, One Heart, New World Library, ISBN 978-1577315889, pages 17–18
23. ↑  Puligandla 1997, 222쪽.
24. ↑  Sinari 2000, 384쪽.
25. 1 2  Not Masculine or Feminine  (see Grammatical gender).
26. 1 2  얀 곤다 (1962), Some Notes on the Study of Ancient-Indian Religious Terminology, History of Religions, Vol. 1, No. 2 (Winter, 1962), pages 268–269
27. ↑  크누트 야콥센 (2008), Theory and Practice of Yoga : 'Essays in Honour of Gerald James Larson, Motilal Banarsidass, ISBN 978-8120832329, pp. 77-78
28. 1 2  Barbara Holdrege (1995), Veda and Torah: Transcending the Textuality of Scripture, State University of New York Press, ISBN 978-0791416402, page 29
29. 1 2 3 4  Bloomfield, Maurice (1906). 《A Vedic concordance, being an alphabetic index to every line of every stanza of the published Vedic literature and to the liturgical formulas thereof, that is an index to the Vedix Mantras, together with an account of their variations in the different Vedic books》. Robarts - University of Toronto. Cambridge Mass., 1906.
30. ↑  “ऋग्वेदः सूक्तं २.२ - विकिस्रोतः”. 《sa.wikisource.org》 (산스크리트어). 2024년 12월 5일에 확인함.
31. ↑  “ऋग्वेदः सूक्तं ६.२१ - विकिस्रोतः”. 《sa.wikisource.org》 (산스크리트어). 2024년 12월 5일에 확인함.
32. ↑  “ऋग्वेदः सूक्तं १०.७२ - विकिस्रोतः”. 《sa.wikisource.org》 (산스크리트어). 2024년 12월 5일에 확인함.
33. 1 2 3  Gonda, J. (1962). 《Some Notes on the Study of Ancient-Indian Religious Terminology》. 《History of Religions》 1. 243–273쪽. doi:10.1086/462446. ISSN 0018-2710. JSTOR 1062054.
34. ↑  See Rigveda Chapter 1.164;
Karl Potter and Harold Coward, The Philosophy of the Grammarians, Encyclopedia of Indian Philosophies: Volume 5, Motilal Banarsidass Publishers, ISBN 978-8120804265, pages 34–35
35. ↑  Barbara Holdrege (1995), Veda and Torah: Transcending the Textuality of Scripture, State University of New York Press, ISBN 978-0791416402, page 24
36. ↑  Gavin Flood (1996), An Introduction to Hinduism, Cambridge University Press, ISBN 978-0521438780, pages 84–85
37. ↑  Lindsay Jones (2005), Encyclopedia of religion, Volume 13, Macmillan Reference, ISBN 978-0028657332, page 8894, Quote: "In Hindu iconography the swan personifies Brahman-Atman, the transcendent yet immanent ground of being, the Self."
38. ↑  Denise Cush (2007), Encyclopedia of Hinduism, Routledge, ISBN 978-0415556231, page 697
39. ↑  Olivelle 1998, lii쪽.
40. ↑  Paul Deussen, Sixty Upanishads of the Veda, Motilal Banarsidass, ISBN 978-8120814677, pages 243, 325–344, 363, 581
41. ↑  Paul Deussen, Sixty Upanishads of the Veda, Motilal Banarsidass, ISBN 978-8120814677, pages 358, 371
42. ↑  Paul Deussen, Sixty Upanishads of the Veda, Motilal Banarsidass, ISBN 978-8120814677, pages 305, 476
43. ↑  Paul Deussen, Sixty Upanishads of the Veda, Motilal Banarsidass, ISBN 978-8120814677, pages 110, 315–316, 495, 838–851
44. ↑  Paul Deussen, Sixty Upanishads of the Veda, Motilal Banarsidass, ISBN 978-8120814677, pages 211, 741–742
45. ↑  Paul Deussen, Sixty Upanishads of the Veda, Motilal Banarsidass, ISBN 978-8120814677, pages 308–311, 497–499
46. ↑  Paul Deussen, Sixty Upanishads of the Veda, Motilal Banarsidass, ISBN 978-8120814677, pages 181, 237, 444, 506–544, 570–571, 707, 847–850
47. ↑  Paul Deussen, Sixty Upanishads of the Veda, Motilal Banarsidass, ISBN 978-8120814677, pages 52, 110, 425, 454, 585–586, 838–851
48. ↑  Paul Deussen, Sixty Upanishads of the Veda, Motilal Banarsidass, ISBN 978-8120814677, pages 173–174, 188–198, 308–317, 322–324, 367, 447, 496, 629–637, 658, 707–708
49. ↑  Paul Deussen, Sixty Upanishads of the Veda, Motilal Banarsidass, ISBN 978-8120814677, pages 600, 619–620, 647, 777
50. ↑  Jones, Constance (2007). 《Encyclopedia of Hinduism》. New York: Infobase Publishing. 270쪽. ISBN 978-0816073368.
51. ↑  Sanskrit and English Translation: S. Madhavananda, Brihadaranyaka Upanishad 1.4.10, Brihadaranyaka Upanishad – Shankara Bhashya, page 145
52. ↑  Sanskrit and English Translation: S. Madhavananda, Brihadaranyaka Upanishad 4.4.5, Brihadaranyaka Upanishad – Shankara Bhashya, pages 711–712
53. ↑  Sanskrit: छान्दोग्योपनिषद् १.१ ॥तृतीयॊऽध्यायः॥ Wikisource
English Translation:Max Muller, Chandogya Upanishad 3.14.1 Oxford University Press, page 48;
Max Muller, The Upanisads - 구글 도서, Routledge, pages xviii–xix
54. ↑  Sanskrit: छान्दोग्योपनिषद् १.२ ॥षष्ठोऽध्यायः॥ Wikisource
English Translation:Max Muller, Chandogya Upanishad 6.2.1 Oxford University Press, page 93;
Max Muller, The Upanisads - 구글 도서, Routledge, pages xviii–xix
55. ↑  Sanskrit: छान्दोग्योपनिषद् १.२ ॥षष्ठोऽध्यायः॥ Wikisource
English Translation:Robert Hume, Chandogya Upanishad 6.8, The Thirteen Principal Upanishads, Oxford University Press, pages 246–250
56. ↑  A. S. Gupta, The Meanings of "That Thou Art", Philosophy East and West, Vol. 12, No. 2, pages 125–134
57. ↑  Sanskrit: ऐतरेयोपनिषद् Wikisource
English Translation:Max Muller, Aitareya Upanishad 3.3.7, also known as Aitareya Aranyaka 2.6.1.7 Oxford University Press, page 246
58. 1 2  [www.wisdomlib.org/hinduism/book/chandogya-upanishad-english/d/doc239480.html
59. ↑  https://www.wisdomlib.org/hinduism/book/chandogya-upanishad-english/d/doc239435.html
60. ↑  https://www.wisdomlib.org/hinduism/book/chandogya-upanishad-english/d/doc239383.html
61. 1 2 3 4  Robert Hume, Chandogya Upanishad 3.14.1 – 3.14.4, The Thirteen Principal Upanishads, Oxford University Press, pages 209–210
62. ↑  Chandogya Upanishad with Shankara Bhashya Ganganath Jha (Translator), pages 150–157
63. ↑  For modern era cites:
  - Anthony Warder (2009), A Course in Indian Philosophy, Motilal Banarsidass, ISBN 978-8120812444, pages 25–28;
  - D. D. Meyer (2012), Consciousness, Theatre, Literature and the Arts, Cambridge Scholars Publishing, ISBN 978-1443834919, page 250;
  - Joel Brereton (1995), Eastern Canons: Approaches to the Asian Classics (Editors: William Theodore De Bary, Irene Bloom), Columbia University Press, ISBN 978-0231070058, page 130;
  - S. Radhakrishnan (1914), "The Vedanta philosophy and the Doctrine of Maya", International Journal of Ethics, Vol. 24, No. 4, pages 431–451
64. 1 2 3  Paul Deussen, Sixty Upanishads of the Veda, Volume 1, Motilal Banarsidass, ISBN 978-8120814684, pages 110–111 with preface and footnotes
65. 1 2  Max Muller, Chandogya Upanishad 3.13.7, The Upanishads, Part I, Oxford University Press, page 48 with footnotes
66. ↑  https://www.wisdomlib.org/hinduism/book/mundaka-upanishad-shankara-bhashya/d/doc145100.html
67. ↑  Edward Craig (1998), Metaphysics, Routledge Encyclopedia of Philosophy, ISBN 978-0415073103, Accessed (13 June 2015)
68. 1 2 3 4  Archibald Edward Gough (2001), The Philosophy of the Upanishads and Ancient Indian Metaphysics, Routledge, ISBN 978-0415245227, pages 47–48
69. ↑  Roy W. Perrett (Editor, 2000), Indian Philosophy: Metaphysics, Volume 3, Taylor & Francis, ISBN 978-0815336082, page xvii;
K. K. Chakrabarti (1999), Classical Indian Philosophy of Mind: The Nyaya Dualist Tradition, State University of New York Press, ISBN 978-0791441718 pages 279–292
70. ↑  John C. Plott et al (2000), Global History of Philosophy: The Axial Age, Volume 1, Motilal Banarsidass, ISBN 978-8120801585, pages 60-62
71. ↑  줄리어스 립너 (2004), The Hindu World (Editors: S. Mittal and G. Thursby), Routledge, ISBN 0415215277, pages 22–23
72. ↑  Laurie Patton (2004), The Hindu World (Editors: S. Mittal and G. Thursby), Routledge, ISBN 0415215277, pages 45–50
73. ↑  J. D. Fowler (1996), Hinduism: Beliefs and Practices, Sussex University Press, ISBN 978-1898723608, pages 135–137
74. 1 2 3 4  AC Das (1952), Brahman and Māyā in Advaita Metaphysics, Philosophy East and West, Vol. 2, No. 2, pages 144–154
75. ↑  William Indich (2000), Consciousness in Advaita Vedanta, Motilal Banarsidass, ISBN 978-8120812512, page 5
76. ↑  Paul Hacker (1978), Eigentumlichkeiten dr Lehre und Terminologie Sankara: Avidya, Namarupa, Maya, Isvara, in Kleine Schriften (Editor: L. Schmithausen), Franz Steiner Verlag, Weisbaden, pages 101–109 (in German), also pages 69–99;
Advaita Vedanta - A Bird's Eye View, Topic III: Philosophy of Advaita Vedanta, D. Krishna Ayyar (2011)
77. ↑  https://www.wisdomlib.org/hinduism/book/the-brihadaranyaka-upanishad/d/doc117948.html
78. 1 2  Rambachan, Anantanand (2001). 《Hierarchies in the Nature of God? Questioning the "Saguna-Nirguna" Distinction in Advaita Vedanta》. 《Journal of Hindu-Christian Studies》 14. 1–6쪽. doi:10.7825/2164-6279.1250.
79. 1 2 3  William Wainwright (2012), Concepts of God, Stanford Encyclopedia of Philosophy, Stanford University, (Accessed on: 13 June 2015)
80. ↑  that is things, beings or truths that are presumed to exist for its philosophical theory to be true, and what is the nature of that which so exists?; see: Edward Craig (1998), Ontology, Routledge Encyclopedia of Philosophy, ISBN 978-0415073103
81. ↑  Edward Craig (1998), Ontology, Routledge Encyclopedia of Philosophy, ISBN 978-0415073103, Accessed (13 June 2015)
82. ↑  Stephen H. Phillips (2001), Could There Be Mystical Evidence for a Nondual Brahman? A Causal Objection, Philosophy East and West, Vol. 51, No. 4, pages 492–506
83. ↑  K. N. Jayatilleke (2010), Early Buddhist Theory of Knowledge, ISBN 978-8120806191, pages 246–249, from note 385 onwards;
Steven Collins (1994), Religion and Practical Reason (Editors: Frank Reynolds, David Tracy), State Univ of New York Press, ISBN 978-0791422175, page 64; Quote: "Central to Buddhist soteriology is the doctrine of not-self (Pali: anattā, Sanskrit: anātman, the opposed doctrine of ātman is central to Brahmanical thought). Put very briefly, this is the [Buddhist] doctrine that human beings have no Self, no unchanging essence.";
Edward Roer (Translator), Shankara's Introduction - 구글 도서, pages 2–4
Katie Javanaud (2013), Is The Buddhist 'No-Self' Doctrine Compatible With Pursuing Nirvana?, Philosophy Now
John C. Plott et al (2000), Global History of Philosophy: The Axial Age, Volume 1, Motilal Banarsidass, ISBN 978-8120801585, page 63, Quote: "The Buddhist schools reject any Ātman concept. As we have already observed, this is the basic and ineradicable distinction between Hinduism and Buddhism".
84. ↑  M. Prabhakar (2012), Review: An Introduction to Indian Philosophy, Philosophy in Review, 32(3), pages 158–160
85. 1 2 3  Barbara Holdrege (2004), The Hindu World (Editors: S. Mittal and G. Thursby), Routledge, ISBN 0415215277, pages 241–242
86. ↑  Anantanand Rambachan (2014), A Hindu Theology of Liberation: Not-Two Is Not One, State University of New York Press, ISBN 978-1438454559, pages 131–142
87. ↑  Ian Whicher (1999), The Integrity of the Yoga Darsana: A Reconsideration of Classical Yoga, State University of New York Press, ISBN 978-0791438152, pages 298–300;
Mike McNamee and William J. Morgan (2015), Routledge Handbook of the Philosophy of Sport, Routledge, ISBN 978-0415829809, pages 135–136, Quote: "As a dualistic philosophy largely congruent with Samkhya's metaphysics, Yoga seeks liberation through the realization that Atman equals Brahman; it involves a cosmogonic dualism: purusha an absolute consciousness, and prakriti original and primeval matter."
88. ↑  Francis Clooney and Tony Stewart (2004), The Hindu World (Editors: S. Mittal and G. Thursby), Routledge, ISBN 0415215277, pages 166–167
89. ↑  Randy Kloetzli and Alf Hiltebeitel (2004), The Hindu World (Editors: S. Mittal and G. Thursby), Routledge, ISBN 0415215277, page 554
90. ↑  Michael Myers (2000), Brahman: A Comparative Theology, Routledge, ISBN 978-0700712571, pages 30–31
91. ↑  R. Prasad and P. D. Chattopadhyaya (2008), A Conceptual-analytic Study of Classical Indian Philosophy of Morals, Concept, ISBN 978-8180695445, pages 56–59
92. ↑  G. C. Pande (1990), Foundations of Indian Culture, Motilal Banarsidass, ISBN 978-8120807105, pages 49–50
93. ↑  Michael W. Myers (1998), Śaṅkarācārya and Ānanda, Philosophy East and West, Vol. 48, No. 4, pages 553–567
94. ↑  Robert S. Hartman (2002), The Knowledge of Good: Critique of Axiological Reason, Rodopi, ISBN 978-9042012202, page 225
95. ↑  T. M. P. Mahadevan (1954), The Metaphysics of Śaṁkara, Philosophy East and West, Vol. 3, No. 4, pages 359–363
96. ↑  Arvind Sharma (1999), The Puruṣārthas: An Axiological Exploration of Hinduism, The Journal of Religious Ethics, Vol. 27, No. 2, pages 223–256
97. ↑  J. L. Shaw (2011), Freedom: East and West, SOPHIA, Vol 50, Springer Science, pages 481–497
98. ↑  Katherine L Tietge (1997), Ontology and Genuine Moral Action: Jñaña (Intuitive Perception) Ethics and Karma-Yoga in Sankara's Advaita Vedanta and Schopenhauer's On the Basis of Morality, Ph.D. Thesis, Dept. of Philosophy, Southern Illinois University (US), Archive Link
99. 1 2 3 4  Nancy Bauer (1987), Advaita Vedānta and Contemporary Western Ethics, Philosophy East and West, Vol. 37, No. 1, pages 36–50
100. ↑  Arvind Sharma (2000), Classical Hindu Thought: An Introduction, Oxford University Press, ISBN 978-0195644418, pages 57–61
101. 1 2  N. A. Nikam (1952), A Note on the Individual and His Status in Indian Thought, Philosophy East and West, Vol. 2, No. 3, pages 254–258
102. 1 2  Patrick Olivelle. (1998).The Early Upaniṣads New York; Oxford: Oxford University Press.
103. ↑  “English translation of Aitareya Upanishad” (PDF). 《Consciouslivingfoundation.org》. 2019년 1월 26일에 확인함.
104. ↑  T.N. Sethumadhavan. “Aitareya Upanishad : Transliterated Sanskrit Text Free Translation & Brief Explanation” (PDF). 《Esamskriti.com》. 2019년 1월 26일에 확인함.
105. ↑  Anantanand Rambachan (1994), The limits of scripture: Vivekananda's reinterpretation of the Vedas, University of Hawaii Press, pages 124–125
106. ↑  Karl Potter (2008), The Encyclopedia of Indian Philosophies: Advaita Vedānta Up to Śaṃkara and His Pupils, Volume 3, Delhi: Motilal Banarsidass, pp. 210–215
107. ↑  Betty Stafford (2010) "Dvaita, Advaita, And Viśiṣṭadvaita: Contrasting Views Of Mokṣa", Asian Philosophy, pages 215–224
108. ↑  Rosen Dalal (2014), Hinduism: An Alphabetical Guide, Penguin, ISBN 978-8184752779, see article on Brahman
109. ↑  Anantanand Rambachan (1994), The limits of scripture: Vivekananda's reinterpretation of the Vedas. University of Hawaii Press, pages 125, 124
110. ↑  [Sangeetha Menon (2007), Advaita Vedānta], Internet Encyclopedia of Philosophy
111. ↑  Christopher Key Chapple (Editor) and Winthrop Sargeant (Translator), The Bhagavad Gita: Twenty-fifth–Anniversary Edition, State University of New York Press, ISBN 978-1438428420, page 224
112. ↑  Jeaneane D. Fowler (2012), The Bhagavad Gita, Sussex Academic Press, ISBN 978-1845193461, page 83
113. ↑  Christopher Key Chapple (Editor) and Winthrop Sargeant (Translator), The Bhagavad Gita: Twenty-fifth–Anniversary Edition, State University of New York Press, ISBN 978-1438428420, page 266
114. ↑  Bartley, Christopher (2011년 1월 20일). 《An Introduction to Indian Philosophy》 (영어). A&C Black. 186쪽. ISBN 978-1-84706-449-3.
115. ↑  《Hindu God, Christian God: How Reason Helps Break Down the Boundaries between Religions》. Oxford, New York: Oxford University Press. 2001년 9월 27일. 70쪽. ISBN 978-0-19-513854-2.
116. 1 2  Prabhupada, His Divine Grace A.C. Bhaktivedanta Swami. “Bhagavad Gita Chapter 14 Verse 27”. 《vedabase.io》 (영어). 2020년 7월 25일에 확인함.
117. 1 2 3 4 5  Karen Pechilis Prentiss (2014), The Embodiment of Bhakti, Oxford University Press, ISBN 978-0195351903, page 21
118. 1 2 3  Jeaneane D. Fowler (2012), The Bhagavad Gita, Sussex Academic Press, ISBN 978-1845193461, pages xxvii–xxxiv
119. 1 2 3  Jeaneane D. Fowler (2012), The Bhagavad Gita, Sussex Academic Press, ISBN 978-1845193461, pages 207–211
120. ↑  Jessica Frazier and Gavin Flood (2011), The Continuum Companion to Hindu Studies, Bloomsbury Academic, ISBN 978-0826499660, pages 113–115
121. 1 2  David Lorenzen (1996), Praises to a Formless God: Nirguni Texts from North India, State University of New York Press, ISBN 978-0791428054, page 2
122. ↑  Damien Keown, Buddhism (NY: Sterling, 2009), p. 70
123. ↑  David Webster (2004). 《The Philosophy of Desire in the Buddhist Pali Canon》. Routledge. 194–195, 93, 147쪽. ISBN 978-0-203-01057-0.
124. ↑  Richard Francis Gombrich; Cristina Anna Scherrer-Schaub (2008). 《Buddhist Studies》. Motilal Banarsidass. 192–193쪽. ISBN 978-81-208-3248-0.
125. ↑  Mark Juergensmeyer; Wade Clark Roof (2011). 《Encyclopedia of Global Religion》. SAGE Publications. 272–273쪽. ISBN 978-1-4522-6656-5.
126. ↑  Merv Fowler, Buddhism: Beliefs and Practices (Brighton: Sussex Academic, 1999), p. 34
127. ↑  William Theodore De Bary, cited in Merv Fowler, Buddhism: Beliefs and Practices (Brighton: Sussex Academic, 1999), p. 98
128. ↑  Merv Fowler, Buddhism: Beliefs and Practices (Brighton: Sussex Academic, 1999), p. 81
129. ↑  Bruce Sullivan (1999), Seer of the Fifth Veda, Motilal Banarsidass, ISBN 978-8120816763, pages 82–83
130. ↑  Hume, Robert Ernest (1921), 《The Thirteen Principal Upanishads》, Oxford University Press, 422–424쪽
131. ↑  K. N. Jayatilleke (1998). 《Early Buddhist Theory of Knowledge》. Motilal Banarsidass. 68, 374쪽. ISBN 978-81-208-0619-1., Quote: "We may conclude from the above that the rise of Buddhism is not far removed in time from, though it is prior to, the Maitri Upanishad".
132. ↑  Jan Gonda (1968), The Hindu Trinity, Anthropos, Vol. 63, pages 215–219
133. 1 2  Gananath Obeyesekere (2006). 《Karma and Rebirth: A Cross Cultural Study》. Motilal Banarsidass. 177–179쪽. ISBN 978-81-208-2609-0.
134. ↑  Martin G. Wiltshire (1990). 《Ascetic Figures Before and in Early Buddhism: The Emergence of Gautama as the Buddha》. Walter de Gruyter. 248–249, 253–255쪽. ISBN 978-3-11-009896-9.
135. ↑  Martin G. Wiltshire (1990). 《Ascetic Figures Before and in Early Buddhism: The Emergence of Gautama as the Buddha》. Walter de Gruyter. 256–265쪽. ISBN 978-3-11-009896-9.
136. ↑  Vasil’ev, L. S. (December 2014). “Dao and Brahman: The Phenomenon of Primordial Supreme Unity” (PDF). 《Sino-Platonic Papers》. Translated by Rostislav Berezkin. University of Pennsylvania. 31쪽.
137. ↑  Laozi; Mair, Victor H. (1998). 《Tao Te Ching: The Classic Book of Integrity and the Way》. New York: Quality Paperback Book Club. 135, 142, 160쪽. ISBN 9780965064750.
138. 1 2 3  Eleanor Nesbitt (2005), Sikhism: A Very Short Introduction, Oxford University Press, ISBN 978-0192806017, Chapter 4
139. ↑  Jean Holm and John Bowker, Worship, Bloomsbury, ISBN, page 67
140. ↑  Wendy Doniger (2000), Merriam-Webster's Encyclopedia of World Religions, Merriam Webster, ISBN 978-0877790440, page 500
141. ↑  Rangaswami Sudhakshina (2012), Roots of Vendanta, Penguin, ISBN 978-0143064459, page 405
142. ↑  David Leeming (2005), The Oxford Companion to World Mythology, Oxford University Press, ISBN 978-0195156690, page 54
143. 1 2  S. S. Kohli (1993), The Sikh and Sikhism, Atlantic, ISBN 81-71563368, page 39
144. ↑  Hardip Syan (2014), in The Oxford Handbook of Sikh Studies (Editors: Pashaura Singh, Louis E. Fenech), Oxford University Press, ISBN 978-0199699308, page 178
145. ↑  A. Mandair (2011), Time and religion-making in modern Sikhism, in Time, History and the Religious Imaginary in South Asia (Editor: Anne Murphy), Routledge, ISBN 978-0415595971, pages 188–190
146. ↑  S. S. Kohli (1993), The Sikh and Sikhism, Atlantic, ISBN 81-71563368, page 38
147. ↑  막스 뮐러, Chandogya Upanishad 6.2.1 Oxford University Press, pages 93–94
148. ↑  파울 도이센, Sixty Upanishads of the Veda, Volume 1, Motilal Banarsidass, ISBN 978-8120814684, pages 156–157, 162–163
149. ↑  N. Mandair (2009), Postcolonial Philosophy of Religion (Editor: Purushottama Bilimoria, Andrew B. Irvine), Springer, ISBN 978-9400791770, pages 145–146
150. ↑  William Owen Cole and Piara Singh Sambhi (1998), The Sikhs: Their Religious Beliefs and Practices, 2nd edition, Sussex Academic Press, ISBN 978-1898723134, pages 70–71
151. ↑  H. S. Singha (2009), Sikh Studies, Vol. 7, Hemkunt Press, ISBN 978-8170102458, page 47
152. ↑  Ray Billington (1997), Understanding Eastern Philosophy, Routledge, ISBN 978-0415129657, page 46
153. ↑  James Bissett, Cultural and Religious Heritage of India, Volume 2: Jainism (Editors: Sharma and Sharma), Mittal, ISBN 81-70999553, page 81
154. ↑  C. Caillat and N. Balbir (2008), Jaina Studies, Motilal Banarsidass, ISBN 978-8120832473, pages ix–x
155. 1 2  P. Jaini (1998), The Jaina Path of Purification, Motilal Banarsidass, ISBN 81-208-1578-5, pages 90–93
156. ↑  J. Koller (2004), "Why is Anekāntavāda important?", (Editor: Tara Sethia, Ahimsā, Anekānta, and Jainism), Motilal Banarsidass, ISBN 81-208-2036-3, pages 400–407
157. 1 2  Helen K. Bond; Seth D. Kunin; Francesca Murphy (2003). 《Religious Studies and Theology: An Introduction》. New York University Press. 231쪽. ISBN 978-0-8147-9914-7.
158. 1 2  R. M. Matthijs Cornelissen (2011). 《Foundations of Indian Psychology Volume 2: Practical Applications》. Pearson. 40쪽. ISBN 978-81-317-3085-0.
159. 1 2 3  Wendy Denier (1999). 《Merriam-Webster's Encyclopedia of World Religions》. Merriam-Webster. 437쪽. ISBN 978-0-87779-044-0.
160. ↑  Jeaneane D. Fowler (2002). 《Perspectives of Reality: An Introduction to the Philosophy of Hinduism》. Sussex Academic Press. 330쪽. ISBN 978-1-898723-93-6.
161. ↑  William Sweet (2006). 《Approaches to Metaphysics》. Springer. 145–147쪽. ISBN 978-1-4020-2182-4.
162. ↑  H. James Birx (2005). 《Encyclopedia of Anthropology》. SAGE Publications. 1279쪽. ISBN 978-1-4522-6536-0.
163. ↑  J. L. Brockington (1998). 《The Sanskrit Epics》. BRILL Academic. 256쪽. ISBN 90-04-10260-4.
164. ↑  Denise Cush; Catherine Robinson; Michael York (2012). 《Encyclopedia of Hinduism》. Routledge. 114–115쪽. ISBN 978-1-135-18979-2.
165. ↑  Edward Craig (1998). 《Routledge Encyclopedia of Philosophy: Brahman to Derrida》. Routledge. 1–4쪽. ISBN 978-0-415-18707-7.
166. ↑  Julius Lipner (1994). 《Hindus: Their Religious Beliefs and Practices》. Routledge. 43–44쪽. ISBN 978-0-415-05181-1.
167. ↑  S. M. Srinivasa Chari (1994). 《Vaiṣṇavism: Its Philosophy, Theology, and Religious Discipline》. Motilal Banarsidass. 147쪽. ISBN 978-81-208-1098-3.
168. ↑  Wendy Doniger O'Flaherty (1981). 《Siva: The Erotic Ascetic》. Oxford University Press. 125쪽. ISBN 978-0-19-972793-3.
169. 1 2  David Kinsley (1988). 《Hindu Goddesses: Visions of the Divine Feminine in the Hindu Religious Tradition》. University of California Press. 137쪽. ISBN 978-0-520-90883-3.
170. ↑  Stella Kramrisch (1992). 《The Presence of Siva》. Princeton University Press. 205–206쪽. ISBN 0-691-01930-4.
171. ↑  Stevenson, Jay (2000). 《The Complete Idiot's Guide to Eastern Philosophy》 (미국 영어). Indianapolis: Alpha Books. 9, 47–51, 85–87쪽. ISBN 9780028638201.
172. ↑  Arvind Sharma (2000). 《Classical Hindu Thought: An Introduction》. Oxford University Press. 4쪽. ISBN 978-0-19-564441-8.
173. ↑  Mark Juergensmeyer; Wade Clark Roof (2011). 《Encyclopedia of Global Religion》. SAGE Publications. 1335쪽. ISBN 978-1-4522-6656-5.
174. ↑  Stella Kramrisch (1992). 《The Presence of Siva》. Princeton University Press. 171쪽. ISBN 0-691-01930-4.
175. ↑  David Kinsley (1988). 《Hindu Goddesses: Visions of the Divine Feminine in the Hindu Religious Tradition》. University of California Press. 136쪽. ISBN 978-0-520-90883-3.
176. ↑  William K. Mahony (1998). 《The Artful Universe: An Introduction to the Vedic Religious Imagination》. State University of New York Press. 13–14, 187쪽. ISBN 978-0-7914-3579-3.
177. ↑  Doniger, Wendy (1999). 《Merriam-Webster's encyclopedia of world religions》. Springfield, Massachusetts, US: Merriam-Webster. 186쪽. ISBN 978-0-87779-044-0.
178. ↑  James Lochtefeld (2002), Brahmin, The Illustrated Encyclopedia of Hinduism, Vol. 1: A–M, Rosen Publishing, ISBN 978-0823931798, page 125
179. ↑  Brahmana Encyclopædia Britannica (2013)
180. ↑  클라우스 클로스터마이어 (1994), A Survey of Hinduism, Second Edition, State University of New York Press, ISBN 978-0791421093, pages 67–69
181. ↑  "Brahmana". Random House Webster's Unabridged Dictionary

## 참고 자료
- Fowler, Jeaneane D. (2002). 《Perspectives of Reality: An Introduction to the Philosophy of Hinduism》. Sussex Academic Press. ISBN 978-1-898723-93-6.
- Klostermaier, Klaus K. (2010). 〈Chapter 12〉. 《A Survey of Hinduism: Third Edition》. State University of New York Press. ISBN 978-0-7914-8011-3.
- Michaels, Axel (2004). 《Hinduism. Past and present》. Princeton, New Jersey: Princeton University Press.
- Olivelle, Patrick (1998). 《The Early Upanisads》. Oxford University Press. ISBN 978-0195124354.
- Potter, Karl H. (2008), 《The Encyclopedia of Indian Philosophies: Advaita Vedānta Up to Śaṃkara and His Pupils》, Delhi: Motilal Banarsidass Publishers Private Limited
- Puligandla, Ramakrishna (1997), 《Fundamentals of Indian Philosophy》, New Delhi: D. K. Printworld (P) Ltd.
- Raju, P. T. (1992), 《The Philosophical Traditions of India》, Delhi: Motilal Banarsidass Publishers Private Limited
- Sinari, Ramakant (2000), 《Advaita and Contemporary Indian Philosophy. In: Chattopadhyana (gen.ed.), "History of Science, Philosophy and Culture in Indian Civilization. Volume II Part 2: Advaita Vedanta"》, Delhi: Centre for Studies in Civilizations
- Toropov, Brandon; Buckles, Luke (2011), 《Guide to World Religions》, Penguin